# Assassinato de Melanie Hall
Melanie Hall (nascida a 20 de Agosto de 1970; desaparecida por volta de 9 de Junho de 1996; declarada legalmente morta a 17 de Novembro de 2004) era uma administrativa de hospital britânica de Bradford on Avon, que desapareceu a 9 de Junho de 1996, depois de uma saída à noite no clube nocturno de Cadillacs em Bath. Foi apenas a 5 de Outubro de 2009 que os seus restos parciais foram descobertos, depois de um saco de plástico do lixo contendo ossos humanos ter sido localizado por um trabalhador na estrada M5 perto de Thornbury, Sul de Gloucestershire. Os ossos, que incluía a pelvis, fémur e crânio, foram analisados e identificados como pertencendo a Melanie Hall a 7 de Outubro de 2009. Foi determinado que Hall tinha sofrido sérias fracturas no seu crânio e cara, e que tinha sido atada com uma corda, apesar de não ter sido possível apontar a causa da morte.

## História de fundo
Hall era descrita pelos seus pais como "filha jovem e vibrante". Ela graduou-se na Universidade de Bath em 1995, e a mãe de Hall, Pat Hall, disse que a graduação tinha sido um sonho "acarinhado" pela Melanie durante 4 anos. Melanie Hall trabalhou como administrativa no Royal United Hospital de Bath. Três semanas antes do seu desaparecimento, Hall andava a sair com um médico alemão, Philip Karlbaum, que tinha conhecido no hospital. O seu pai, Stephen Hall, tinha servido como presidente do Bath City Football Club.

## Desaparecimento
Hall tinha arranjado forma de ficar com o seu namorado Karlbaum a 8 de Junho e a sua mãe deixou-a em sua casa. Na noite de 8 de Junho de 1996, Hall foi ao clube nocturno Cadillacs em Bath com Karlbaum e outro casal. Foi dito que Hall estava a discutir com Karlbaum, e ele saiu do clube "chateado" depois de alegadamente a ter visto a dançar com outro homem. Hall foi vista pela última vez sentada num banco do clube por volta da 1:10 da manhã a 9 de Junho de 1996. Foi dada como desaparecida a 11 de Junho de 1996 pelos seus pais, depois de ter faltado ao trabalho.
Karlbaum descreveu a sua tristeza com o seu desaparecimento a 17 de Junho de 1996. Avon and Somerset Police lançou várias buscas no rio Avon depois do seu desaparecimento e entrevistou centenas de pessoas da discoteca e condutores de taxis numa operação que envolveu 60 oficiais. Um recompensa de £10,000 foi oferecida por informação, o programa da BBC Crimewatch e Crimstoppers fizeram apelos ao público por informação, assim como a irmão de Hall Dominique, mas não foram encontradas pistas de Hall.
Hall foi legalmente declarada morta a 17 de Novembro de 2004.

### Descoberta dos restos mortais
A 5 de Outubro de 2009 , um trabalhador de estrada encontrou um saco de plástico do lixo contendo ossos enquanto limpava a vegetação numa estrada na Junção 14 da estada M5. Os ossos no saco incluíam um crânio, pélvis e fémur e outros restos foram encontrados enterrados e espalhados no terreno ao lado da estrada. A polícia confirmou que os restos eram humanos, e mostraram uma peça de joalharia encontrada no local ao Sr e Sra Hall, que confirmaram pertencer à sua filha. Apesar disso, a polícia recusou-se a confirmar que o corpo era de Hall até uma autópsia ser levada a cabo. Os restos foram formalmente identificados como sendo de Hall através dos registos dentários a 7 de Outubro. Tinha vários traumas de contusão na sua cabeça, resultando num crânio, ossos da cara e maxilar fracturados. Hall tinha sido também amarrada com uma corda azul fina.
Os pais de Hall lançaram um novo apelo a 8 de Outubro para que quem tivesse informações falasse, enquanto o oficial da Avon and Somerset Mike Britton disse que ia ficar mesmo depois da sua reforma para continuar a trabalhar no desaparecimento de Hall, com nome de código Operação Dinamarca, tendo passado 13 anos no caso. A 29 de Outubro de 2009, a polícia anunciou que 3 chaves de um carro Ford, possivelmente Transit, Fiesta ou Escort tinham sido encontradas perto do corpo, e que estavam a trabalhar com a Ford para identificar o veículo. Crimewatch também lançou um novo apelo por informação, que resultou em mais de 200 chamadas do público. A recompensa por informação que levasse a prisão também foi aumentada para £20,000.

### Prisões
Em 2003, a polícia prendeu dois homens ligados com o desaparecimento de Hall mas foram libertados sem acusações depois da polícia ter feito buscas a edifícios e ao terreno perto de Bath, Somerset. Em 2009, um homem de 37 anos confessou o seu envolvimento com o assassinato de Hall à polícia em Greater Manchester, mas foi eliminado do inquérito depois de testes psiquiátrico. Em Julho de 2010, um homem de 38 anos de Bath foi preso sob suspeitas do assassinato de Hall e consequentemente libertado sob fiança. Em Agosto de 2010 um homem de 39 anos de Wiltshire foi preso pela polícia por suspeita do homicídio depois de se entregar à polícia na área de Avon and Somerset. O homem foi libertado sob fiança.
Em Outubro de 2013, a polícia disse que tinham encontrado um carro Wolkswagen Golf branco ligado aos seus inquéritos, e que tinham recebido informações importantes sobre a corda usada para atar o corpo de Hall. A 25 de Novembro de 2013, foi reportado que um homem de 44 anos tinha sido preso numa morada em Bath, sob suspeitas do crime. O homem foi libertado sob fiança a 19 de Dezembro, e uma propriedade em Roundhill Park, Whiteway, foi analisada. A 28 de Dezembro de 2014 foi reportado que não havia provas suficientes para acusar o suspeito.

### Ligações a outros casos
A polícia não excluiu ligações com as mortes da consultora imobiliária Suzy Lamplugh (que desapareceu em Julho de 1986 e cujo corpo nunca foi encontrado) e o caso do atacante sexual em série em Bath, com a alcunha de "Batman Violador" depois de ter deixado um chapéu de basebol com o logótipo do Batman numa cena de um dos ataques. O atacante desconhecido é conhecido por ter tentado roubar um carro a uma mulher sob ameaça de faca, deixando-a ferida quando ela lutou e conseguiu escapar, na mesma área da cidade poucas horas antes de Hall ser raptada. Na Primavera de 2011, polícias a investigar os assassinados de Sian O'Callaghan e Becky Godden-Edwards (cujos corpos foram ambos encontrados em Wiltshire) também começaram a olhar para uma possível ligação com o de Melanie Hall.

## Cultura popular
Enquanto vivia em Bath, o cantor/produtor Peter Hammill (também com Van der Graaf Generator) teve a ideia para uma canção, mais tarde lançada no seu álbum Thin Air (2009), chamada "Your Face on the Street" inspirada pelo desaparecimento de Melanie Hall. Algumas das letras da música foram escritas na altura do seu desaparecimento, e quando o álbum saiu, a descoberta foi feita.